# الواحة (مسلسل)
الواحة (بالكورية: 오아시스)؛ هو مسلسل تلفزيوني كوري جنوبي، من بطولة جانغ دونغ يون، سيول إن إي وتشوي يونغ وو. تدور احداث المسلسل في الثمانينيات والتسعينيات من القرن الماضي، تدور القصة حول أحلام وصداقات وحب ثلاثة شباب. عرض على قناة كي بي إس 2 من 6 مارس إلى 25 أبريل 2023 ، تم بثه كله يوم الاثنين والثلاثاء الساعة 21:50 (KST).

## ملخص
تدور أحداث المسلسل في الفترة المضطربة لكوريا الجنوبية بين الثمانينيات والتسعينيات، يصور الحياة الشرسة والانتقام والصراع للشباب الذين يتعين عليهم السعي وراء السلطة والثروة بأي وسيلة في عصر مليء بالقيم الاجتماعية الخاطئة.

## طاقم

### رئيسي
- جانغ دونغ يون في دور لي دو هاك[10]
- سيول إن اه في دور أوه جونغ شين[11]
- تشوي يونغ وو في دور تشوي تشول وونغ[7]

### درو داعم
- كانغ كيونغ هيون في دور كانغ يو جين[12]
- كانغ جي يون في دور تشا جيوم-أوك[6]
- دو سانغ-وو في دور كيم هيونغ جو[13]
- سيونغ هي في دور هام يانغ جا[14]
- جيون نو-مين في دور هوانج تشونج سيونج[12]
- جين يي هان في دور اوه مان اوك[12]
- سو هي جونغ في دور جيوم ام دايك[15]
- بارك نو شيك[6]

## المشاهدات
| الموسم | الموسم | رقم الحلقة | رقم الحلقة | رقم الحلقة | رقم الحلقة | رقم الحلقة | رقم الحلقة | رقم الحلقة | رقم الحلقة | رقم الحلقة | رقم الحلقة | رقم الحلقة | رقم الحلقة | رقم الحلقة | رقم الحلقة | رقم الحلقة | رقم الحلقة |
| الموسم | الموسم | 1          | 2          | 3          | 4          | 5          | 6          | 7          | 8          | 9          | 10         | 11         | 12         | 13         | 14         | 15         | 16         |
| ------ | ------ | ---------- | ---------- | ---------- | ---------- | ---------- | ---------- | ---------- | ---------- | ---------- | ---------- | ---------- | ---------- | ---------- | ---------- | ---------- | ---------- |
|        | 1      | 1.099      | 0.939      | 1.178      | 1.156      | 1.145      | 1.133      | 1.112      | 1.261      | 1.010      | 1.133      | 1.109      | 1.239      | 1.191      | 1.255      | 1.331      | 1.637      |

| الحلقات | تاريخ البث    | تقييمات "نيلسن كوريا" | تقييمات "نيلسن كوريا" |
| الحلقات | تاريخ البث    | على الصعيد الوطني     | سيئول                 |
| ------- | ------------- | --------------------- | --------------------- |
| 1       | 6 مارس 2023   | 6.3%                  | 6.2%                  |
| 2       | 7 مارس 2023   | 5.2%                  | 4.8%                  |
| 3       | 13 مارس 2023  | 6.6%                  | 6.5%                  |
| 4       | 14 مارس 2023  | 6.4%                  | 6.2%                  |
| 5       | 20 مارس 2023  | 6.5%                  | 5.9%                  |
| 6       | 21 مارس 2023  | 6.5%                  | 6.3%                  |
| 7       | 27 مارس 2023  | 6.4%                  | 6.2%                  |
| 8       | 28 مارس 2023  | 7.4%                  | 7.6%                  |
| 9       | 3 أبريل 2023  | 6.2%                  | 6.2%                  |
| 10      | 4 أبريل 2023  | 6.8%                  | 6.6%                  |
| 11      | 10 أبريل 2023 | 6.9%                  | 6.7%                  |
| 12      | 11 أبريل 2023 | 7.1%                  | 6.7%                  |
| 13      | 17 أبريل 2023 | 6.8%                  | 6.4%                  |
| 14      | 18 أبريل 2023 | 7.7%                  | 7.4%                  |
| 15      | 24 أبريل 2023 | 8.0%                  | 8.2%                  |
| 16      | 25 أبريل 2023 | 9.7%                  | 9.6%                  |
| متوسط   | متوسط         | 6.9%                  | 6.7%                  |

## الإنتاج

### صناعة
المسلسل من اخراج هان هي المنتج والمخطط الدرامي السابق لقسم الدراما MBC ، ومن كتابة جيونغ هيونغ سو، الذي شارك في كتابة مسلسل جومونغ (2005)، وكتب جاي بايك وجين بي روك.

### التصوير
بدأ تصوير المسلسل في سبتمبر 2022.

## روابط خارجية
- الموقع الرسمي
 (بالكورية)
- الواحة على موقع IMDb (الإنجليزية)
- الواحة على موقع فيلمافينيتي (الإسبانية)
- الواحة على موقع قاعدة بيانات الفيلم (الإنجليزية)
- الواحة على هانسينما